# Sivaslı (district)
Sivaslı is een Turks district in de provincie Uşak en telt 21.827 inwoners (2007). Het district heeft een oppervlakte van 506,47 km². Hoofdplaats is Sivaslı.
De bevolkingsontwikkeling van het district is weergegeven in onderstaande tabel.
| 1997   | 2000   | 2007   |
| ------ | ------ | ------ |
| 28.050 | 26.196 | 21.827 |

## Plaatsen in het district
Akarca • Azizler • Budaklar • Cinoğlu • Eldeniz • Erice • Hacım • Hanoğlu • Karaboyalık • Ketenlik • Kökez • Özbeyli • Salmanlar • Samatlar • Sazak • Yenierice